# Seznam dílů seriálu For the People
Toto je seznam dílů seriálu For the People. Americký dramatický televizní seriál For the People měl premiéru 13. března 2018 na stanici ABC.

## Přehled řad
| Řada | Díly | Premiéra v USA  | Premiéra v USA  |
| Řada | Díly | První díl       | Poslední díl    |
| ---- | ---- | --------------- | --------------- |
| 1    | 10   | 13. března 2018 | 22. května 2018 |
| 2    | 10   | 7. března 2019  | 16. května 2019 |

## Seznam dílů

### První řada (2018)
| Č. v seriálu | Č. v řadě | Původní název                | Režie                    | Scénář                       | Datum premiéry  | Sledovanost v USA (v milionech diváků) |
| ------------ | --------- | ---------------------------- | ------------------------ | ---------------------------- | --------------- | -------------------------------------- |
| 1            | 1         | Pilot                        | Tom Verica               | Paul William Davies          | 13. března 2018 | 3,22                                   |
| 2            | 2         | Rahowa                       | Mark Tinker              | Donald Todd                  | 20. března 2018 | 2,69                                   |
| 3            | 3         | 18 Miles Outside of Roanoke  | Tom Verica               | Eli Attie                    | 27. března 2018 | 3,58                                   |
| 4            | 4         | The Library Fountain         | Nzingha Stewart          | Elizabeth Craft a Sarah Fain | 3. dubna 2018   | 2,76                                   |
| 5            | 5         | World's Greatest Judge       | Andrew Bernstein         | Zahir McGhee                 | 10. dubna 2018  | 2,67                                   |
| 6            | 6         | Everybody's a Superhero      | P.J. Pesce               | Michelle Lirtzman            | 17. dubna 2018  | 2,04                                   |
| 7            | 7         | Have You Met Leonard Knox?   | Daisy von Scherler Mayer | Paul William Davies          | 1. května 2018  | 2,18                                   |
| 8            | 8         | Flippity-Flop                | Nicole Rubio             | Karine Rosenthal             | 8. května 2018  | 2,05                                   |
| 9            | 9         | Extraordinary Circumstances  | Steph Grenn              | Celia Finkelstein            | 15. května 2018 | 1,95                                   |
| 10           | 10        | This is What I Wanted to Say | Tom Verica               | Paul William Davies          | 22. května 2018 | 2,37                                   |

### Druhá řada (2019)
| Č. v seriálu | Č. v řadě | Původní název                      | Režie           | Scénář                | Datum premiéry  | Sledovanost v USA (v milionech diváků) |
| ------------ | --------- | ---------------------------------- | --------------- | --------------------- | --------------- | -------------------------------------- |
| 11           | 1         | First Inning                       | Tom Verica      | Paul William Davies   | 7. března 209   | 3,07                                   |
| 12           | 2         | This is America                    | Kevin Dowling   | Paul William Davies   | 14. března 2019 | 3,26                                   |
| 13           | 3         | Minimum Continuing Legal Education | Amanda Marsalis | Eli Attie             | 21. března 2019 | 3,07                                   |
| 14           | 4         | The Vast, Immovable Object         | Keith Boak      | Karine Rosenthal      | 28. března 2019 | 2,96                                   |
| 15           | 5         | One Big Happy Family               | Claudia Yarmy   | Michelle Lirtzman     | 4. dubna 2019   | 3,07                                   |
| 16           | 6         | You Belong Here                    | DeMane Davis    | Zahir McGhee          | 11. dubna 2019  | 3,08                                   |
| 17           | 7         | The Boxer                          | Jim McKay       | Kristin Newman        | 18. dubna 2019  | 2,71                                   |
| 18           | 8         | Moral Suasion                      | Valerie Weiss   | Chelsea Grate         | 2. května 2019  | 2,63                                   |
| 19           | 9         | Who are we now?                    | Daisy Mayer     | Alexander Newman-Wise | 9. května 2019  | 2,31                                   |
| 20           | 10        | A Choice Between Two Things        | Tom Verica      | Paul William Davies   | 16. května 2019 | 2,54                                   |